# بایو ویستا (تگزاس)
بایو ویستا، تگزاس(به انگلیسی: Bayou Vista, Texas) شهری در ایالت تگزاس از ایالات جنوبی ایالات متحده آمریکا است. در سرشماری سال ۲۰۰۰، جمعیت این شهر ۱۶۴۴ نفر اعلام شد.